# La Fin de la révolution américaine
 (juillet 2025).
Pour plus de détails, voir Fiche technique et Distribution.
La Fin de la révolution américaine est un film muet français réalisé par Louis Feuillade et sorti en 1912.

## Fiche technique
- Réalisation et scénario : Louis Feuillade
- Société de production : Société des Établissements L. Gaumont
- Pays : France
- Format : Muet - Noir et blanc - 1,33:1 - 35 mm
- Genre : Aventure
- Durée : inconnue
- Date de sortie : 
  -  France - 1912

## Distribution
- Suzanne Grandais
- Joë Hamman : un officier nordiste